# Pencak silat tại Đại hội Thể thao Đông Nam Á 2005
Pencak silat tại Đại hội Thể thao Đông Nam Á năm 2005 diễn ra từ ngày 30 tháng 11 đến 4 tháng 12 năm 2005 tại Cebu Coliseum, thành phố Cebu, Philippines. Các nội dung thi đấu bao gồm cả phần biểu diễn (Art/Seni) và thi đấu đối kháng (Combat/Tarung) theo thứ hạng cân phân loại Class A đến Class I dành cho nam và Class A đến Class D dành cho nữ.
Đoàn thể thao Việt Nam xuất sắc giành vị trí nhất toàn đoàn với 7 huy chương vàng, vượt qua đoàn thể thao Indonesia vốn có thế mạnh truyền thống ở môn Pencak silat.

## Bảng huy chương
| Hạng               | Đoàn               | Vàng | Bạc | Đồng | Tổng số |
| ------------------ | ------------------ | ---- | --- | ---- | ------- |
| 1                  | Việt Nam           | 7    | 3   | 2    | 12      |
| 2                  | Indonesia          | 5    | 4   | 2    | 11      |
| 3                  | Malaysia           | 3    | 2   | 7    | 12      |
| 4                  | Singapore          | 1    | 3   | 7    | 11      |
| 5                  | Philippines        | 1    | 2   | 5    | 8       |
| 6                  | Thái Lan           | 0    | 2   | 5    | 7       |
| 7                  | Myanmar            | 0    | 1   | 2    | 3       |
| Tổng số (7 đơn vị) | Tổng số (7 đơn vị) | 17   | 17  | 30   | 64      |

## Tóm tắt kết quả

### Biểu diễn
| Nội dung     | Vàng                                                                      | Bạc                                                                     | Đồng                                                           |
| ------------ | ------------------------------------------------------------------------- | ----------------------------------------------------------------------- | -------------------------------------------------------------- |
| Đơn nam      | Eko Wahyudi · Indonesia                                                   | Nguyễn Việt Anh · Việt Nam                                              | Habizan Othman · Malaysia                                      |
| Đơn nữ       | Suzy Sulaiman · Malaysia                                                  | Tuti Winarni · Indonesia                                                | Norisha Anwar · Singapore                                      |
| Đồng đội nam | Indonesia · Achmad Rizanul Wahyudi · Agus Lamun · Nuryudha Bijak Imansyah | Việt Nam · Lê Quang Dũng · Nguyễn Đăng Linh · Nguyễn Huy Bảo            | Malaysia · Hafiz Abu Hasan · Marzuki Moktar · Mohd Fauzi Latif |
| Đồng đội nữ  | Indonesia · Mila Lusiana · Pudji Dwiriyanti · Suryani                     | Singapore · Fatma Abdul Halid · Nordianawati Sadali · Raden Mas Ayu Ali | Philippines · Ameraida Asmad · Carla Arang · Donabel Galera    |

### Đối kháng

#### Nam
| Hạng cân        | Vàng                                    | Bạc                                   | Đồng                              |
| --------------- | --------------------------------------- | ------------------------------------- | --------------------------------- |
| Hạng A 45−50 kg | Abang Erdie Abang Pauzan · Malaysia     | Dian Kristanto · Indonesia            | Jul Omar Abdulhakim · Philippines |
| Hạng A 45−50 kg | Abang Erdie Abang Pauzan · Malaysia     | Dian Kristanto · Indonesia            | Mohd Asadullah · Singapore        |
| Hạng B 50−55 kg | Trần Văn Toàn · Việt Nam                | Christopher Yabut · Philippines       | Tin Oo · Myanmar                  |
| Hạng B 50−55 kg | Trần Văn Toàn · Việt Nam                | Christopher Yabut · Philippines       | Yutano Bairaman · Thái Lan        |
| Hạng C 55−60 kg | Nguyễn Bá Trình · Việt Nam              | Nakin Kumsree · Thái Lan              | Adzhar Abdurazad · Philippines    |
| Hạng C 55−60 kg | Nguyễn Bá Trình · Việt Nam              | Nakin Kumsree · Thái Lan              | Amir Ikram Rahim · Malaysia       |
| Hạng D 60−65 kg | Ahmad Sharil Zailudin · Malaysia        | Abdulloh Mahlee · Thái Lan            | Abdul Raimi · Singapore           |
| Hạng D 60−65 kg | Ahmad Sharil Zailudin · Malaysia        | Abdulloh Mahlee · Thái Lan            | Yohanes Edison Buru · Indonesia   |
| Hạng E 65−70 kg | Haris Nugroho · Indonesia               | Norhasmizan Abdullah · Malaysia       | Thin Lin Aung · Myanmar           |
| Hạng E 65−70 kg | Haris Nugroho · Indonesia               | Norhasmizan Abdullah · Malaysia       | Lê Anh Tuấn · Việt Nam            |
| Hạng F 70−75 kg | Marniel Dimla · Philippines             | Đinh Công Sơn · Việt Nam              | Iswandy Safie · Singapore         |
| Hạng F 70−75 kg | Marniel Dimla · Philippines             | Đinh Công Sơn · Việt Nam              | Pojanan Satha · Thái Lan          |
| Hạng G 75−80 kg | Rony Syaifullah · Indonesia             | Abdul Kadir Mohd Ibrahim · Singapore  | Nirun Markpech · Thái Lan         |
| Hạng G 75−80 kg | Rony Syaifullah · Indonesia             | Abdul Kadir Mohd Ibrahim · Singapore  | Mohd Zuber Ismail · Malaysia      |
| Hạng H 80−85 kg | Muhammad Imran Abdul Rahman · Singapore | Andy Zulkarnaen · Indonesia           | ? · Malaysia                      |
| Hạng H 80−85 kg | Muhammad Imran Abdul Rahman · Singapore | Andy Zulkarnaen · Indonesia           | ? · Việt Nam                      |
| Hạng I 85−90 kg | Nguyễn Văn Hùng · Việt Nam              | Mohd Yusof Shan Kamarudin · Singapore | Niwat Phuangphaka · Thái Lan      |
| Hạng I 85−90 kg | Nguyễn Văn Hùng · Việt Nam              | Mohd Yusof Shan Kamarudin · Singapore | Herihono · Indonesia              |

#### Nữ
| Hạng cân        | Vàng                              | Bạc                        | Đồng                             |
| --------------- | --------------------------------- | -------------------------- | -------------------------------- |
| Hạng A 45−50 kg | Lê Thị Hằng · Việt Nam            | Nyien Nyien Aung · Myanmar | Nur As'Shiken Amran · Singapore  |
| Hạng A 45−50 kg | Lê Thị Hằng · Việt Nam            | Nyien Nyien Aung · Myanmar | Nerlyn Huinda · Philippines      |
| Hạng B 50−55 kg | Huỳnh Thị Thu Hồng · Việt Nam     | Annaliza Bea · Philippines | Sitti Gameela Japilus · Malaysia |
| Hạng B 50−55 kg | Huỳnh Thị Thu Hồng · Việt Nam     | Annaliza Bea · Philippines | Saida Said · Singapore           |
| Hạng C 55−60 kg | Trịnh Thị Ngà · Việt Nam          | Rosmiati · Indonesia       | Juvy Jumuad · Philippines        |
| Hạng C 55−60 kg | Trịnh Thị Ngà · Việt Nam          | Rosmiati · Indonesia       | Malini Mohamad · Malaysia        |
| Hạng D 60−65 kg | Nguyễn Thị Phương Thúy · Việt Nam | Emy Latif · Malaysia       | Zuhrah Sabri · Singapore         |
| Hạng D 60−65 kg | Nguyễn Thị Phương Thúy · Việt Nam | Emy Latif · Malaysia       | Mayura Kamchote · Thái Lan       |